# 維克多·克雷森
維克多·约翰·安东·克拉松（瑞典語：Viktor Johan Anton Claesson，發音：[ˈvɪ̌kːtɔr ˈklɑ̌ːsɔn]；1992年1月2日—）是瑞典的一位足球運動員，在場上司職進攻中場。現效力於丹超球隊哥本哈根，曾效力於瑞典足球超級聯賽球隊艾夫斯堡體育會 
。他也代表瑞典國家足球隊參賽。

## 國家隊生涯
2021年6月23日，克拉松在2020年歐洲國家盃分組賽對上波蘭3-2的比賽中踢進致勝一球，幫助球隊以小組第一之姿前進十六強賽，這也是他在重大賽事首球。

## 外部連結
- Soccerway資料庫：維克多·克雷森